# Aur Gading (Kerkap)
Aur Gading is een bestuurslaag in het regentschap Bengkulu Utara van de provincie Bengkulu, Indonesië. Aur Gading telt 1926 inwoners (volkstelling 2010).